# Andrey Yegorchev
Andrey Nikolayevich Yegorchev (em russo:  Андрей Николаевич Егорчев; Naberejnye Chelny, 8 de fevereiro de 1978) é um jogador de voleibol da Rússia que competiu nos Jogos Olímpicos de 2004.
Em 2004, ele fez parte da equipe russa que conquistou a medalha de bronze no torneio olímpico, no qual atuou em seis partidas.